# Bäckmyrtjärnen, Norrbotten
Bäckmyrtjärnen är en sjö i Piteå kommun i Norrbotten och ingår i Åbyälvens huvudavrinningsområde.